# 洛伦佐·博西西奥
洛伦佐·博西西奥（義大利語：Lorenzo Bosisio，1944年9月24日—），意大利男子自行车运动员。他曾代表意大利参加1968年夏季奥林匹克运动会自行车比赛，获得男子团体追逐赛铜牌。